# Krasni Jleborob
Krasni Jleborob (del ruso: Красный Хлебороб) es un jútor del raión de Guiaguínskaya en la república de Adiguesia de Rusia. Está situado 12,5 km al oeste de Guiaguínskaya y 32 km al nordeste de Maikop, la capital de la república. Tenía 53 habitantes en 2010
Pertenece al municipio Airiumovskoye